# Трасимед
Трасимед (грч. Θρασυμήδης) је име више личности из грчке митологије.

## Митологија
1. Трасимед је био један од учесника тројанског рата и један од јунака сакривених у тројанском коњу. Командовао је групом стражара. У рат је ступио заједно са оцем Нестором и братом Антилохом.[1] Међутим, према Филострату, он није отишао у рат. Био је Силов отац и умро је у Пилу у Месенији, где је приказиван његов гроб.[2]
2. Још један јунак тројанског рата, Нелејев и Еуридикин син. Предводио је контингент из Пила.[3]
3. Према Аполодору, Пенелопин просилац из Дулихијума.[4]